# Atelinae
Los atelinos (Atelinae) son una subfamilia de primates platirrinos pertenecientes a la familia Atelidae, que incluye cuatro géneros: Ateles (monos araña), Brachyteles (muriquís), Lagothrix (monos lanudos), Oreonax (mono lanudo coliamarillo). La característica común en todas las especies de atelinos es su larga fuerte cola prensil que puede soportar el peso de todo el cuerpo. 
Los atelinos viven a lo largo del continente americano desde el sur de México hasta el centro de Brasil y Bolivia. Son animales diurnos y arborícolas, se mueven con agilidad y rapidez entre los árboles ayudados por su cola prensil. Los atelinos, junto con sus primos los monos aulladores, son los monos más grandes del Nuevo Mundo. Viven en grupos y son omnívoros, sin embargo su dieta está principalmente compuesta por frutas, semillas y hojas. Estos animales se caracterizan por una tasa de reproducción lenta: las hembras paren solo una vez cada dos o cuatro años. Muchas especies son cazados por su carne y como mascotas, y la destrucción de su hábitat en muchas regiones ha colocado a varias especies en riesgo de extinción.

## Clasificación
- Familia Atelidae: aulladores, araña y monos lanudos.
  - Subfamilia Alouattinae
  - Subfamilia Atelinae
    - Género Ateles: mono araña
    - Género Brachyteles: muriquis (mono araña lanudo)
    - Género Lagothrix: mono lanudo

### Géneros y especies extintas
- - Género Stirtonia†
    - Stirtonia tatacoensis†
    - Stirtonia victoriae†

  - Género Protopithecus†
    - Protopithecus brasiliensis†
    - Protopithecus bonaeriensis†

  - Género Caipora†
    - Caipora bambuiorum†

  - Género Solimoea†
    - Solimoea acrensis†